# Kaibutsu-kun
Kaibutsu-kun (jap.: 怪物くん), auch als The Monster Kid, Li'l Monster Prince oder Little Goblin bekannt, ist eine japanische Manga-Serie von Fujiko A. Fujio, die zwischen 1965 und 1969 veröffentlicht wurde. Sie wurde mehrfach als Animeserie sowie als Realserie und Realfilm adaptiert.

## Inhalt
Kaibutsu-kun, der Prinz des Monsterlandes, und seine Gefährten Dracula, Wolfman und Franken reisen in das Reich der Menschen, wo sie mehreren Monstern begegnen und sie bekämpfen. Hauptsächlich kämpfen sie gegen Attentäter der Dämonengruppe Demonish. Kaibutsu-kun und sein Gefolge ziehen in die Nachbarschaft des einfachen Schuljungen Hiroshi Ichikawa.

## Veröffentlichung
Der Manga erschien von 1965 bis 1969 im Magazin Shōnen King beim Verlag Shōnen Gahōsha. Dieser brachte die Kapitel auch gesammelt in 15 Bänden heraus. In den 1980er Jahren wurde die Serie im Magazin CoroCoro Comic neu aufgelegt. Eine italienische Übersetzung erschien bei J-Pop.

## Verfilmung
Die erste Adaption des Mangas war eine Anime-Serie in Schwarz-Weiß, die von Tokyo Movie Shinsha produziert worden war. Regie führte Maasaki Osumi und die Designs stammen von Fujiko Fujio und Tsutomu Shibata. Die insgesamt 49 je 25 Minuten langen Folgen wurden ab dem 21. April 1968 von TBS ausgestrahlt. Die letzte Folge wurde am 23. März 1969 gezeigt. In Italien wurde der Anime mehrfach im Fernsehen ausgestrahlt.
Eine zweite Anime-Serie mit 94 Folgen in Farbe wurde 1980 produziert, nun von Shin-Ei Animation. Regie führte Hiroshi Fukutomi und die künstlerische Leitung lag bei Ken Kawai. Die Designs entwarf Shōhei Kawamoto und die Animationsarbeiten leitete Toshiyuki Honda. Als Produzenten waren Masaki Takahashi, Soichi Besshi, Tetsuo Kanno und Yoshifusa Sanada verantwortlich. Der Anime wurde vom 2. September 1980 bis zum 28. September 1982 von TV Asahi ausgestrahlt. Es folgten mehrere Ausstrahlungen im italienischen Fernsehen sowie später in Kolumbien und den USA.
In Japan kamen während der Ausstrahlung der Animeserie auch zwei Kaibutsu-kun-Filme in die Kinos:
- 1981: Kaibutsu-kun: Kaibutsu Land e no Shōtai (怪物くん 怪物ランドへの招待, 75 min), zusammen mit dem Doraemon-Film Eiga Doraemon: Nobita no Uchū Kaitakushi auf einem Ticket
- 1982: Kaibutsu-kun: Demon no Ken (怪物くん デーモンの剣, 51 min)

### Synchronsprecher
| Rolle            | Japanische Sprecher (1968) (Seiyū) | Japanische Sprecher (1980)                                     |
| ---------------- | ---------------------------------- | -------------------------------------------------------------- |
| Tarō Kaibutsu    | Fuyumi Shiraishi                   | Masako Nozawa                                                  |
| Hiroshi Ichikawa | Minori Matsuhima                   | Katsue Miwa                                                    |
| Utako Kaibutsu   | Mariko Mukai                       | Chiyoko Kawashima                                              |
| Dracula          | Hiroshi Otake                      | Kaneta Kimotsuki                                               |
| Wolfman          | Shingo Kanemoto                    | Takuzo Kamiyama                                                |
| Franken          | Masao Imanishi                     | Taro Sagami (erste Sprecher) Shingo Kanemoto (zweite Sprecher) |
| Kaibutsu Daiō    | -                                  | Dai Kanai                                                      |
| Kaiko-chan       | Eiko Masuyama                      | Eiko Masuyama                                                  |

### Musik
Die Musik der ersten Serie wurde komponiert von Michio Okamoto. Für die zweite Serie wurde Hiroshi Tsutsui als Komponist engagiert. Das Vorspannlied des zweiten Animes ist Yukai Tsuukai Kaibutsu-kun von Masako Nozawa und der Abspanntitel ist Oretacha Kaibutsu 3-nin-gumi yo von Takuzō Kamiyama, Kaneta Kimotsuki und Taro Sagami.

## Dorama
Für Nippon TV wurde 2010 eine Adaption als Dorama produziert, die neun Folgen umfasst. Der Serie folgte am 26. November 2011 ein Realfilm zu Kaibutsu-kun.